# Ren Zhongyi
Ren Zhongyi (任仲夷, septembre 1914 - 15 novembre 2005) est un homme politique chinois. Il est surtout connu pour avoir été premier secrétaire du parti communiste dans le Guangdong de 1980 à 1985. Il est considéré comme un des principaux artisans des réformes qu'a connues la province durant cette période. 

## Vie
Ren Zhongyi est né dans Xian de Wei, dans le Hebei en 1914. Dans sa jeunesse, il participe au mouvement du 9 décembre et adhère au parti communiste l'année suivante.
Il devient premier secrétaire du parti communiste de Harbin, puis de toute la province du Heilongjiang. Lors de la Révolution culturelle, il est écarté du pouvoir. En 1977, il est nommé dans le Liaoning. En novembre 1980, il devient premier secrétaire du parti dans le Guangdong, poste qu'il occupe jusqu'en juillet 1985 Il prend alors une part active au mouvement de réforme que connait la Province.
En 2004, dans une interview au magazine Tong Zhou Gong Jin (同舟共进), Ren Zhongyi critique la censure pratiquée par les autorités chinoises et appelle à des réformes politiques. Le rédacteur en chef de la revue est alors licencié.